# 1134 Kepler
För andra betydelser, se Kepler.
1134 Kepler är en asteroid i huvudbältet som upptäcktes den 25 september 1929 av den tyske astronomen Max Wolf. Dess preliminära beteckning var 1929 SA. Den fick senare namn efter matematikern och astronomen Johannes Kepler.
Den korsar Mars omloppsbana.
Keplers senaste periheliepassage skedde den 28 december 2021.